# Forcipomyia pilosa
Forcipomyia pilosa är en tvåvingeart som först beskrevs av Daniel William Coquillett 1902.  Forcipomyia pilosa ingår i släktet Forcipomyia och familjen svidknott. Inga underarter finns listade i Catalogue of Life.